# Список послов России в Панаме
В статье представлен список послов России в Панаме.
- 29 марта 1991 года — установлены дипломатические отношения на уровне посольств.

## Список послов
| Срок полномочий                  | Посол                         | Годы жизни | Вручение верительных грамот | Комментарии |
| -------------------------------- | ----------------------------- | ---------- | --------------------------- | ----------- |
| 23 августа 1996 — 5 августа 2000 | Сергей Сергеевич Гуров        | 1940—      |                             |             |
| 5 августа 2000 — 14 января 2004  | Николай Михайлович Владимир   | 1947—      |                             |             |
| 14 января 2004 — 7 июля 2009     | Евгений Ростиславович Воронин | 1946—      |                             |             |
| 7 июля 2009 — 17 декабря 2015    | Алексей Александрович Ермаков | 1951—      |                             |             |
| 17 декабря 2015 — 1 октября 2018 | Борис Юрьевич Марчук          | 1951—      |                             |             |
| 1 октября 2018 — 8 октября 2024  | Евгений Мирославович Бойков   | 1954—      |                             |             |
| 8 октября 2024 — настоящее время | Константин Юрьевич Гаврилов   | 1960—      | 5 мая 2025                  |             |